# Blake Ross

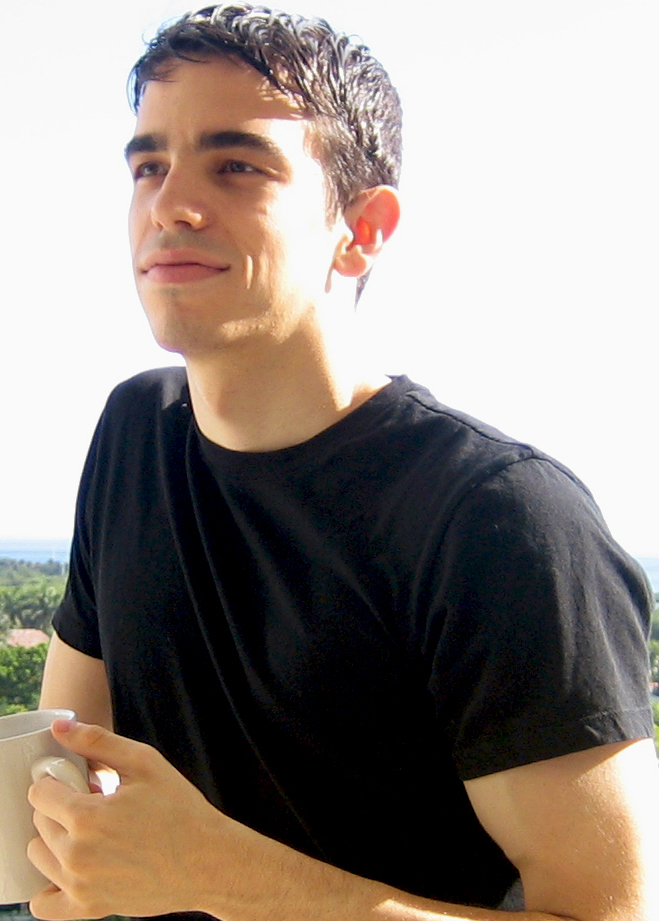
Blake Ross (2005)

Blake Aaron Ross (* 12. Juni 1985 in Miami) ist ein US-amerikanischer Softwareentwickler, der durch seine Mitarbeit am Webbrowser Mozilla Firefox bekannt wurde. Er startete auch das gleichnamige Projekt zusammen mit Dave Hyatt.
Ross wurde bereits im Alter von 15 Jahren von der Netscape Communications Corporation als Praktikant angeheuert. Zu diesem Zeitpunkt ging er noch auf die Gulliver Preparatory School in Miami, Florida. Er erhielt seinen Abschluss im Jahre 2003 und studierte später an der Stanford University. Von 2007 bis 2013 war er Director of Product bei Facebook.
| Personendaten    | Personendaten                          |
| ---------------- | -------------------------------------- |
| NAME             | Ross, Blake                            |
| ALTERNATIVNAMEN  | Ross, Blake Aaron (vollständiger Name) |
| KURZBESCHREIBUNG | US-amerikanischer Softwareentwickler   |
| GEBURTSDATUM     | 12. Juni 1985                          |
| GEBURTSORT       | Miami                                  |